# Naissance en 1049
Naissance
- 1045
- 1046
- 1047
- 1048
- 1049
- 1050
- 1051
- 1052
- 1053

Cette page dresse une liste de personnalités nées au cours de l'année 1049 :
- 9 octobre : Seonjong, treizième roi de la Corée de la dynastie Goryeo.

- Hermann II de Lotharingie, comte palatin de Lotharingie.
- Qin Guan, écrivain et poète chinois.
- Rhiryd ap Bleddyn, roi des Powys (Pays de Galles)
- Sainte Godelina, Godelieve, Godeleva, Godeliève, Godeleine, Godelaine ou Godelive (ou parfois abusivement Gertrude), sainte et martyre du comté de Flandre.
- Sawlu, roi de Pagan.
- Giovanni Theristis (it), moine italien.